# Аскаров Ярослав Володимирович
Ярослав Володимирович Аскаров (рос. Ярослав Владимирович Аскаров; 16 червня 2002, Омськ, Росія) — російський хокеїст, воротар. Виступає за «Сан-Хосе Шаркс» у Національній хокейній лізі.

## Ігрова кар'єра
Ярослав вихованець омського «Авангарду». У 11 років переїхав до Санкт-Петербургу. Виступав за юнацьку команду «Бульдоги». У сезоні 2018–19 захищав кольори СКА-Варяги (МХЛ). Наступний сезон відіграв за фарм-клуб СКА (Санкт-Петербург) СКА-Нева, який виступає у ВХЛ.
27 листопада 2019 Ярослав у сімнадцятирічному віці дебютував у матчі КХЛ, здобувши першу перемогу у грі проти «Сочі» 4–2, відбивши 23 кидки з 25-ти.
2020 року був обраний на драфті НХЛ під 11-м загальним номером командою «Нашвілл Предаторс».

## На рівні збірних
У складі юніорської збірної Росії переможець Кубка Виклику 2018 року та Кубку Глінки і Грецкі 2019 року. 
У складі молодіжної збірної Росії срібний призер чемпіонату світу 2020 року.

## Статистика

### Клубні виступи
| Сезон        | Клуб                  | Ліга         | Регулярний сезон | Регулярний сезон | Регулярний сезон | Регулярний сезон | Регулярний сезон | Регулярний сезон | Регулярний сезон | Регулярний сезон | Регулярний сезон | Плей-оф | Плей-оф | Плей-оф | Плей-оф | Плей-оф | Плей-оф | Плей-оф | Плей-оф |
| Сезон        | Клуб                  | Ліга         | І                | В                | П                | Н/OT             | Хв               | ПГ               | ІБГ              | ПГГ              | %ВК              | І       | В       | П       | Хв      | ПГ      | ІБГ     | ПГ      | %ВК     |
| ------------ | --------------------- | ------------ | ---------------- | ---------------- | ---------------- | ---------------- | ---------------- | ---------------- | ---------------- | ---------------- | ---------------- | ------- | ------- | ------- | ------- | ------- | ------- | ------- | ------- |
| 2018–19      | СКА-Варяги            | МХЛ          | 31               | 15               | 12               | 4                | 1725             | 68               | 4                | 2.37             | .921             | 4       | 1       | 2       | 166     | 10      | 0       | 3.61    | .898    |
| 2019–20      | СКА-Нева              | ВХЛ          | 18               | 12               | 3                | 3                | 1053             | 43               | 2                | 2.45             | .920             | —       | —       | —       | —       | —       | —       | —       | —       |
| 2019–20      | СКА (Санкт-Петербург) | КХЛ          | 1                | 1                | 0                | 0                | 60               | 2                | 0                | 2.00             | .920             | —       | —       | —       | —       | —       | —       | —       | —       |
| 2020–21      | СКА-Нева              | ВХЛ          | 6                | 2                | 3                | 1                | 367              | 13               | 0                | 2.12             | .923             | —       | —       | —       | —       | —       | —       | —       | —       |
| 2020–21      | СКА (Санкт-Петербург) | КХЛ          | 9                | 5                | 4                | 0                | 495              | 10               | 1                | 1.21             | .951             | —       | —       | —       | —       | —       | —       | —       | —       |
| 2020–21      | СКА-1946              | МХЛ          | 2                | 2                | 0                | 0                | 120              | 1                | 1                | 0.50             | .979             | 7       | 3       | 4       | 431     | 17      | 0       | 2.37    | .927    |
| 2021–22      | СКА-Нева              | ВХЛ          | 9                | 5                | 2                | 2                | 537              | 23               | 1                | 2.57             | .899             | 3       | 2       | 1       | 179     | 6       | 0       | 2.01    | .937    |
| 2021–22      | СКА (Санкт-Петербург) | КХЛ          | 6                | 2                | 1                | 2                | 298              | 9                | 0                | 1.81             | .913             | —       | —       | —       | —       | —       | —       | —       | —       |
| 2022–23      | Мілвокі Едміралс      | АХЛ          | 48               | 26               | 16               | 5                | 2,851            | 128              | 3                | 2.69             | .911             | 12      | 6       | 6       | 756     | 34      | 0       | 2.70    | .903    |
| 2022–23      | «Нашвілл Предаторс»   | НХЛ          | 1                | 0                | 1                | 0                | 58               | 4                | 0                | 4.15             | .866             | —       | —       | —       | —       | —       | —       | —       | —       |
| 2023–24      | Мілвокі Едміралс      | АХЛ          | 44               | 30               | 13               | 1                | 2,557            | 102              | 6                | 2.39             | .911             | 5       | 2       | 3       | 295     | 16      | 0       | 3.25    | .882    |
| 2023–24      | «Нашвілл Предаторс»   | НХЛ          | 2                | 1                | 0                | 0                | 82               | 2                | 0                | 1.47             | .943             | —       | —       | —       | —       | —       | —       | —       | —       |
| Усього в КХЛ | Усього в КХЛ          | Усього в КХЛ | 16               | 8                | 5                | 2                | 853              | 21               | 1                | 1.48             | .937             | —       | —       | —       | —       | —       | —       | —       | —       |
| Усього в НХЛ | Усього в НХЛ          | Усього в НХЛ | 3                | 1                | 1                | 0                | 140              | 6                | 0                | 2.57             | .914             | —       | —       | —       | —       | —       | —       | —       | —       |

### Збірна
| Рік              | Команда          | Турнір           | Місце            | І  | В  | П | Н | ХВ   | ПГ | ІБГ | ПГГ  | %ВК  |
| ---------------- | ---------------- | ---------------- | ---------------- | -- | -- | - | - | ---- | -- | --- | ---- | ---- |
| 2018             | Росія            | КГГ18            | 3                | 5  | 4  | 1 | 0 | 299  | 11 | 1   | 2.21 | .921 |
| 2018             | Росія            | U17              | 1                | 5  | 5  | 0 | 0 | 300  | 7  | 2   | 1.40 | .948 |
| 2019             | Росія            | ЮЧС18            | 2                | 6  | 2  | 3 | 0 | 364  | 14 | 1   | 2.31 | .916 |
| 2019             | Росія            | КГГ18            | 1                | 4  | 4  | 0 | 0 | 240  | 5  | 1   | 1.25 | .960 |
| 2020             | Росія            | МЧС              | 2                | 5  | 2  | 1 | 0 | 221  | 10 | 0   | 2.71 | .877 |
| 2021             | Росія            | МЧС              | 4-е              | 6  | 3  | 3 | 0 | 360  | 15 | 0   | 2.50 | .914 |
| Молодіжна збірна | Молодіжна збірна | Молодіжна збірна | Молодіжна збірна | 31 | 20 | 8 | 0 | 1784 | 62 | 5   | 2.36 | .922 |